# Eiyuden Chronicle: Hundred Heroes
Eiyuden Chronicle: Hundred Heroes est un jeu vidéo de rôle développé par Rabbit & Bear Studios et édité par 505 Games, sorti le 23 avril 2024 sur Microsoft Windows, Nintendo Switch, PlayStation 4, PlayStation 5, Xbox One et Xbox Series. Il est largement considéré comme un successeur spirituel de la série Suikoden.

## Trame
C'est l'histoire d'un monde dans un âge cruel de mort et de trahison, déchiré par les flammes de la guerre. Deux hommes, autrefois amis, croyant tous deux en un avenir pacifique, se retrouvent sur des chemins différents, séparés par l'idéologie et la norme de combat. La paix, cependant, n'est jamais aussi facile à gagner.

## Système de jeu
Eiyuden Chronicle: Hundred Heroes possède des graphismes 2,5D et plonge le joueur dans un conflit déchirant le continent d'Allraan. Les combats se jouent dans un mode au tour par tour, avec six héros maximum.

## Développement
Le suivi de l'équipe créative de Konami a été laissé et le développement de la série a été interrompu. Yoshitaka Murayama, qui a réalisé son jeu Suikoden et Suikoden II, revient au poste de réalisateur et scénariste principal (jusqu'à son décès le 6 février 2024) ainsi que l'une des anciennes équipes créatives de Konami qui est de retour pour une suite à Suikoden appelé Eiyuden Chronicle.
Dans une campagne Kickstarter, le jeu a atteint 500 000 dollars de financement, puis il a levé avec succès 4,5 millions de dollars grâce à la participation de plus de 46 000 contributeurs,, ce qui en fait le troisième jeu vidéo le plus financé de l'histoire de Kickstarter derrière Shenmue III et Bloodstained: Ritual of the Night.

### Publication
Les objectifs de sortie sur console ont été atteints, donc la sortie est également attendue sur PlayStation 4, Xbox One, Nintendo Switch, PlayStation 5 et Xbox Series. Le jeu est initialement prévu pour 2023, après la sortie d'un jeu dérivé, Eiyuden Chronicle: Rising, le 10 mai 2022. Cependant, l'équipe de développement annonce le 28 juillet 2023 sur Kickstarter le report du titre pour le deuxième trimestre 2024. La date précise de sortie du titre a finalement été annoncée lors du Nintendo Direct du 14 septembre 2023. Eiyuden Chronicle: Hundred Heroes est sorti le 23 avril 2024.  